# Route Nationale 1

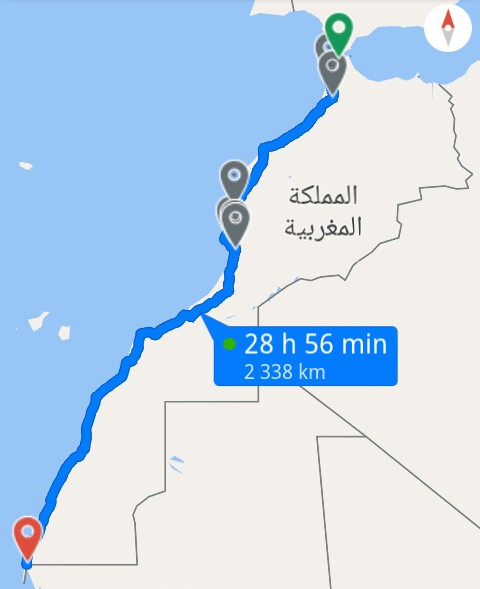
Straßenverlauf N1

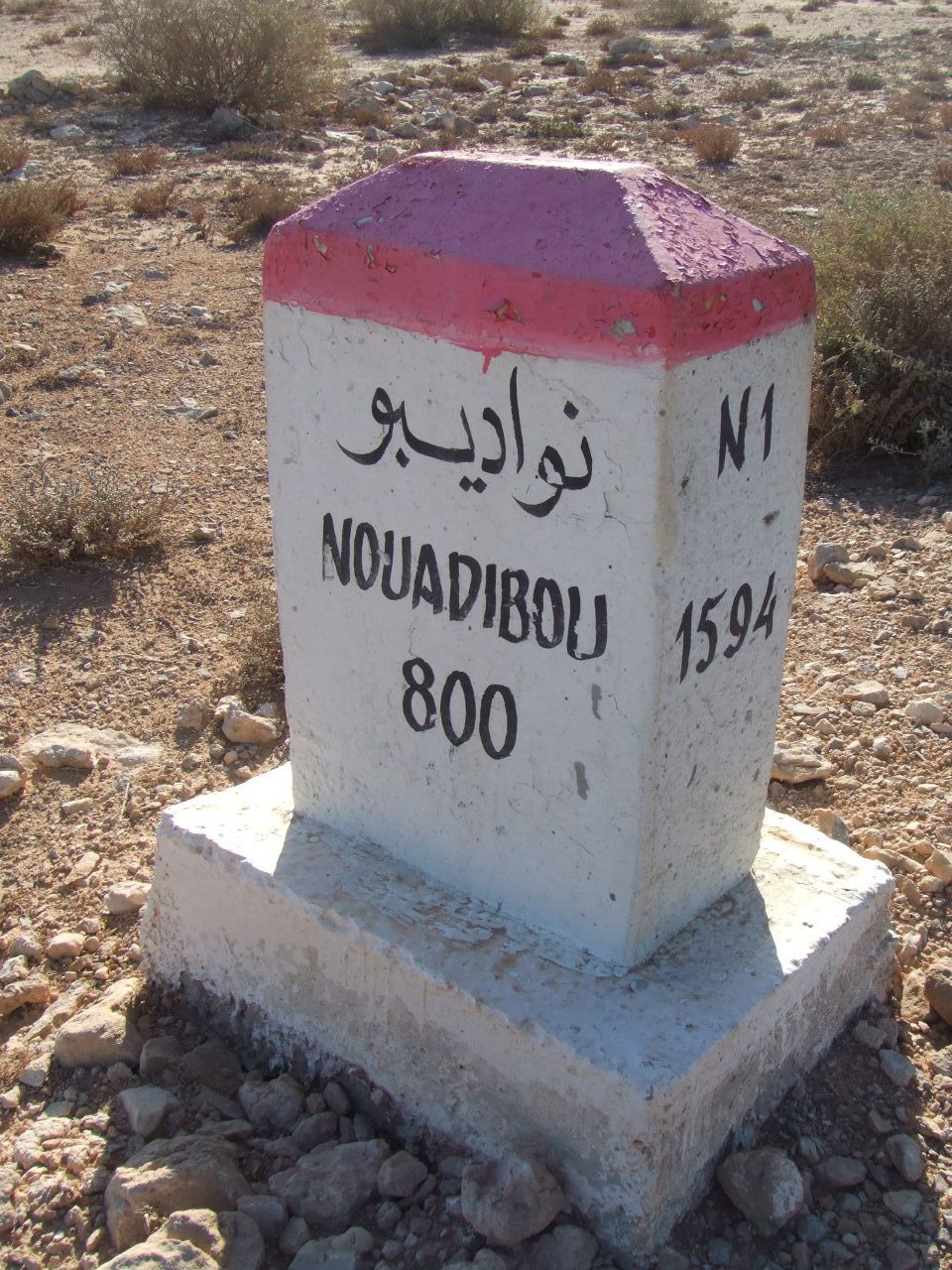
Kilometerstein an der N1

Die Route Nationale 1 (kurz N1) ist eine ca. 2350 km lange Straßenverbindung von Tanger nach Guerguerat entlang der Atlantikküste Marokkos. Der größte Teil der N1 ist Teilstrecke des Kairo-Dakar-Highways, einem der Trans-African Highways.

## Funktion
Die Straße dient sowohl wirtschaftlichen als auch militärischen Zwecken, da der südliche Teil durch das Gebiet der ehemals von Spanien besetzten Westsahara führt. Sie endet an der mauretanischen Grenze am Grenzübergang Guerguerat.

## Städte
Tanger, Asilah, Larache, Kénitra, Salé, Rabat, Mohammedia, Casablanca, Azemmour, El Jadida, Essaouira, Agadir, Tiznit, Guelmim, Tan-Tan, Tarfaya, Laâyoune, Boujdour, Dakhla, Guerguerat

## Geschichte des Südteils der Straße
Bereits kurz vor dem Tod Francisco Francos am 20. November 1975 hatte Spanien das Westsahara-Gebiet geräumt. Am 7. November zogen im so genannten Grünen Marsch etwa 350.000 Marokkaner in die ehemalige Kolonie ein, um historisch nur vage begründete Ansprüche auf das Gebiet geltend zu machen.
Am 26. Februar 1976 stimmte eine Versammlung saharauischer Stammesfürsten der Aufteilung der Westsahara zwischen Marokko und Mauretanien zu, woraufhin am 27. Februar 1976 von der Polisario die Demokratische Arabische Republik Sahara ausgerufen wurde. Marokko erkannte diesen Staat nicht an, der jedoch im Jahr 1984 in die Organisation für Afrikanische Einheit aufgenommen wurde. Als Reaktion darauf trat Marokko aus der Organisation aus und war 33 Jahre lang – bis Januar 2017 – das einzige afrikanische Land, das nicht Mitglied dieser Organisation und der aus ihr hervorgegangenen Afrikanischen Union war.
Im Jahr 1976 erklärte Marokko die Annexion der nördlichen zwei Drittel des Westsahara-Gebietes und drei Jahre später auch des restlichen Territoriums, nachdem sich Mauretanien aus dem Gebiet zurückgezogen hatte. Diese Annexionen wurden von der UNO nicht anerkannt. Ebenso wenig wurden ohne die Abhaltung des von den Vereinten Nationen geforderten Referendums die Ansprüche der Demokratischen Arabischen Republik Sahara auf das Gebiet der Westsahara anerkannt.